# Liste des victimes de Ted Bundy
Liste des victimes connues ou présumées de Ted Bundy, tueur en série de l'ouest des États-Unis. 

## Washington (1962-1966)
1. 13 août 1962 : Ann Marie Burr (8 ans) : Ted Bundy soupçonné dans sa disparition (corps non retrouvé)
2. 23 juin 1966 : Lonnie Trumbell (19 ans) : Battue (corps non retrouvé)
3. 23 juin 1966 : Lisa Wick : Battue (survivante)

## Oregon (1973-1974)
4. 29 juin 73 : Rita Lorraine Jolly (17 ans)
5. 20 août 73 : Vicki Lynn Hollar (24 ans)
6. 4 janvier 74 : Joni Lenz (18 ans) : Battue & violée (laissée pour morte dans sa chambre)
7. 31 janvier 74 : Lynda Ann Healy (21 ans) : Battue (corps retrouvé le 3 mars 1975)
8. 12 mars 74 : Donna Gail Manson (19 ans)
9. 17 avril 74 : Susan E. Rancourt (19 ans) : Fracture du crâne (corps retrouvé le 3 mars 1975)
10. 7 mai 74 : Roberta Kathleen Parks (20 ans) : Battue, torturée & étranglée (corps retrouvé le 3 mars 1975)

## Washington (1974)
11. 25 mai : Brenda Baker (15 ans) : Cause du décès inconnue (corps retrouvé le 17 juin 1974)
12. 1er juin : Brenda Carol Ball (22 ans) : Battue (corps retrouvé le 1er mars 1974)
13. 11 juin : Georgeann Hawkins (18 ans) : Étranglée (corps retrouvé le 6 septembre 1974)
14. 14 juillet : Janice Ann Ott (23 ans) : Démembrée (corps retrouvé le 6 septembre 1974)
15. 14 juillet : Denise Naslund (18 ans) : Violée & démembrée (corps retrouvé le 6 septembre 1974)

## Idaho (1974)
16. 2 septembre : Auto-stoppeuse non identifiée : Démembrée & violée (corps laissé en bordure de route)

## Utah (1974)
17. 2 octobre : Nancy Wilcox (16 ans) : Kidnappée, violée & étranglée (corps non-retrouvé)
18. 18 octobre : Melissa Smith (17 ans) : Battue, étranglée, violée & sodomisée (corps retrouvé le 27 octobre 1974)
19. 31 octobre : Laura Ann Aime (17 ans) : Battue, étranglée & violée (corps retrouvé le 27 novembre 1974)
20. 8 novembre : Carol DaRonch : Kidnappée (survivante)
21. 8 novembre : Debra Kent (17 ans) : Kidnappée & décédée (corps non-retrouvé)

## Colorado (1975)
22. 12 janvier : Caryn Campbell (23 ans) : Battue, poignardée & violée (corps retrouvé le 18 février 1975)
23. 15 mars : Julie Cunningham (26 ans) : Battue, étranglée & violée (corps non retrouvé)
24. 6 avril : Denise Oliverson (25 ans) : Cause du décès inconnue (corps non retrouvé)
25. 15 avril : Melanie Cooley (18 ans) : Fracture du crâne & étranglée (corps retrouvé le 23 avril 1975)

## Idaho (1975)
26. 6 mai : Lynette Culver (13 ans) : Violée & noyée (corps retrouvé dans la baignoire d’un motel)

## Utah (1975)
27. 28 juin : Susan Curtis (15 ans) : Cause du décès inconnue (corps non retrouvé)

## Colorado (1975)
28. 1er juillet : Shelley Robertson (24 ans) : Corps décomposé cause du décès indéterminable (corps retrouvé le 21 août 1975)

## Utah (1975-1976)
29. 4 juillet 75 : Nancy Baird (23 ans) : Victime présumée - cause du décès inconnue (corps non-retrouvé)
30. Février 76 : Debbie Smith (17 ans) : Cause du décès inconnue (corps retrouvé le 1er avril 1976)

## Floride: 14 janvier 1978
31. Karen Chandler (21 ans) : Poignardée & fracture du crâne et de la mâchoire (survivante)
32. Kathy Kleiner (20 ans) : Poignardée & fractures multiples de la mâchoire (survivante)
33. Lisa Levy (20 ans) : Battue, étranglée & violée avec objet (retrouvée morte dans sa chambre)
34. Margaret Bowman (21 ans) : Étranglée & fracture du crâne (retrouvée morte dans sa chambre)
35. Cheryl Thomas (21 ans) : Battue avec fractures multiples du crâne, de la mâchoire & de l’épaule (survivante de justesse)
36. 9 février 1978 : Kimberly Leach (12 ans) : Violée & étranglée (corps retrouvé le 7 avril 1978)